# Русинов Дмитро Володимирович
Дмитро Володимирович Русинов (нар. 26 лютого 1990 , Дєдовськ, Російська Федерація) — російський та український біатлоніст, чемпіон та призер зимової Універсіади, учасник етапів кубка світу з біатлону.

## Виступи на чемпіонатах Європи
| Рік  | Місце проведення | Інд | Спр | Пр | МС | Ест |
| 2013 | Банско           |     | 41  |    |    |     |
| 2014 | Нове Место       | 42  | 47  |    |    | 5   |

## Кар'єра в Кубку світу
Першим роком Дмитра в біатлоні став 2009 рік, а починаючи з 2013 року він почав виступати за національну збірну України з біатлону.
- Дебют в кубку світу — 28 лютого 2013 року в спринті в Осло — 54 місце.

## Статистика стрільби
| № п/п | Сезон     | Загальна      | Індивідуальна гонка | Спринт       | Гонка переслідування | Мас-старт  | Естафета   |
| ----- | --------- | ------------- | ------------------- | ------------ | -------------------- | ---------- | ---------- |
| 1     | 2012-2013 | 66,7% (20/30) | 0,0% (0/0)          | 90,0% (9/10) | 55,0% (11/20)        | 0,0% (0/0) | 0,0% (0/0) |
| 2     | 2013-2014 | 70,0% (7/10)  | 0,0% (0/0)          | 70,0% (7/10) | 0,0% (0/0)           | 0,0% (0/0) | 0,0% (0/0) |